# Tetramorium insolens
Tetramorium insolens är en myrart som först beskrevs av Smith 1861.  Tetramorium insolens ingår i släktet Tetramorium och familjen myror. Inga underarter finns listade i Catalogue of Life.

## Bildgalleri

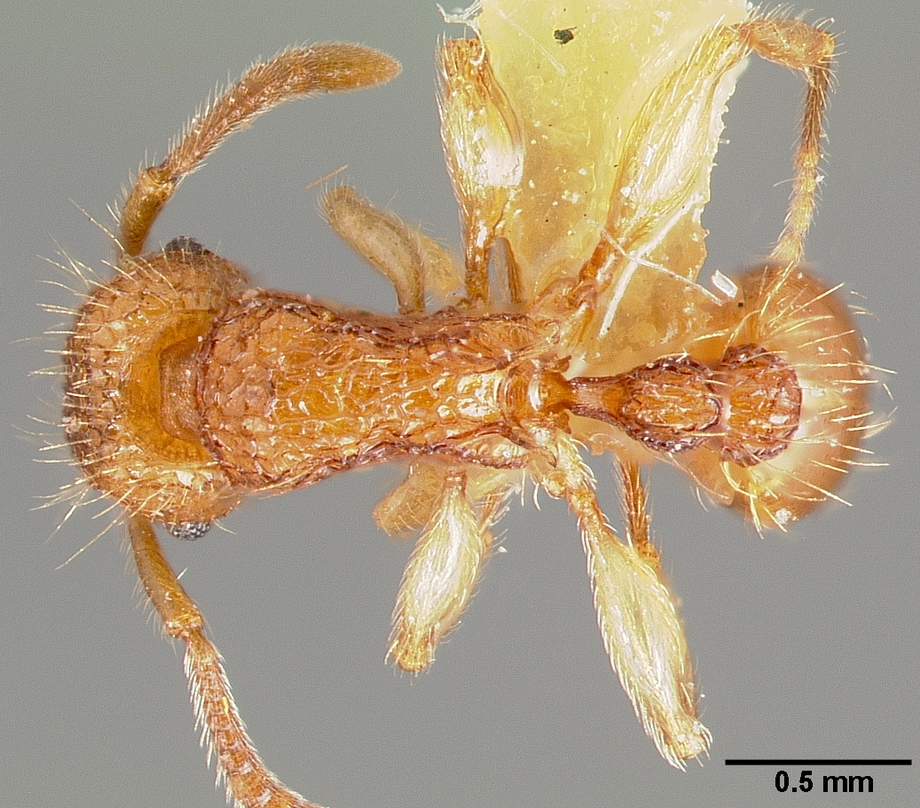
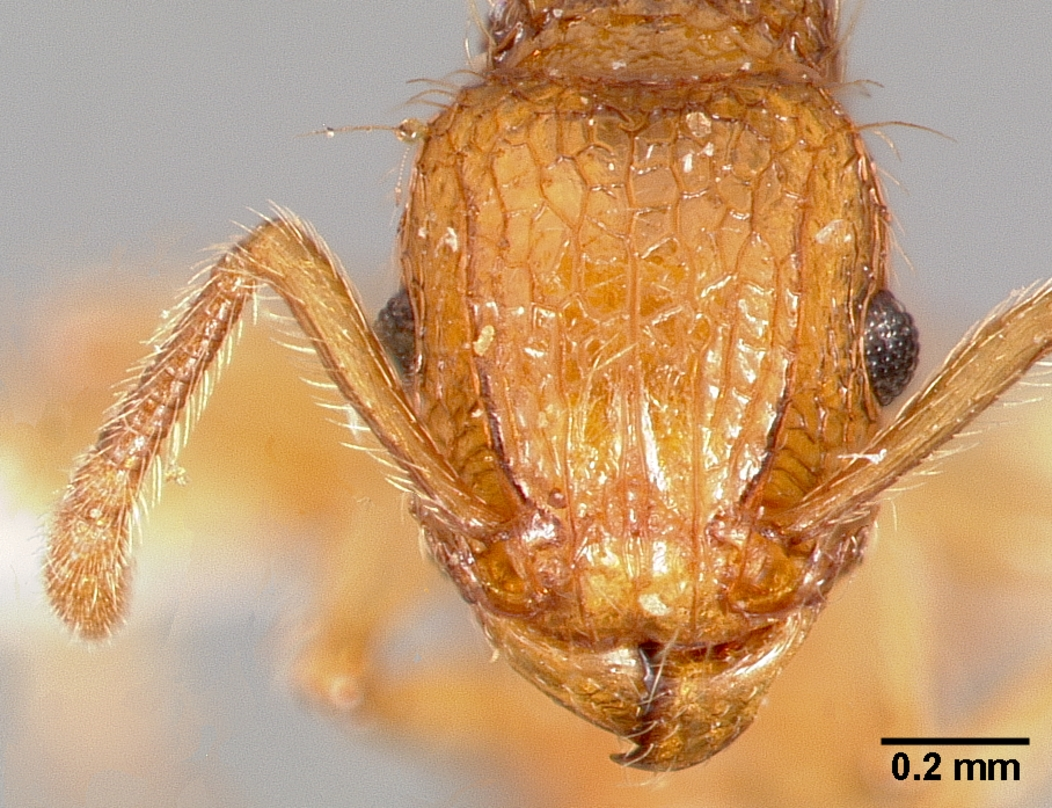
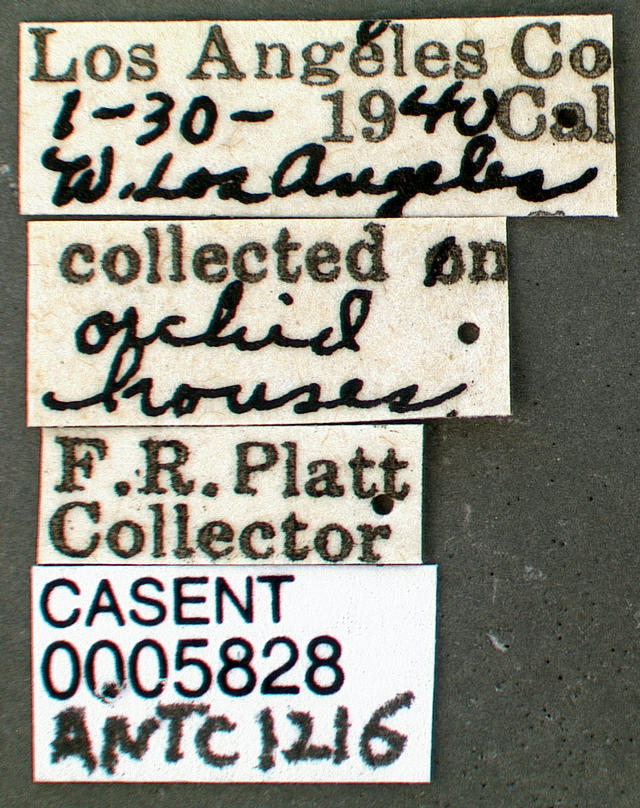
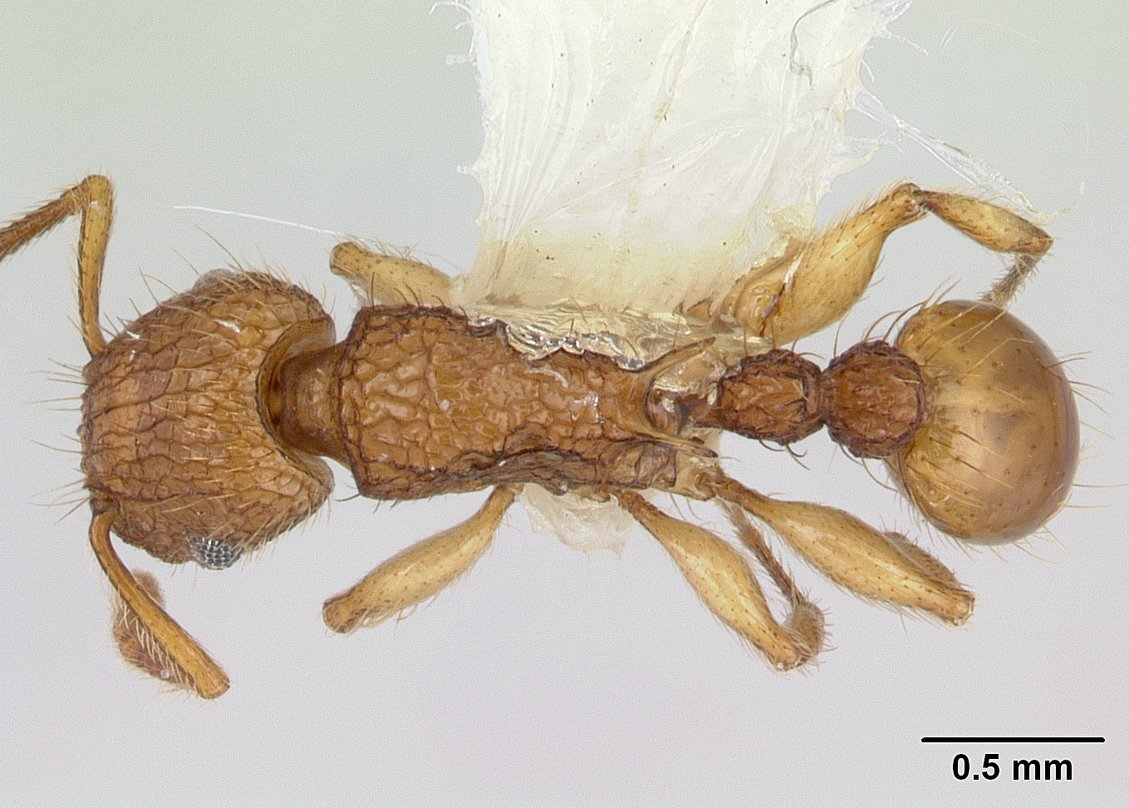
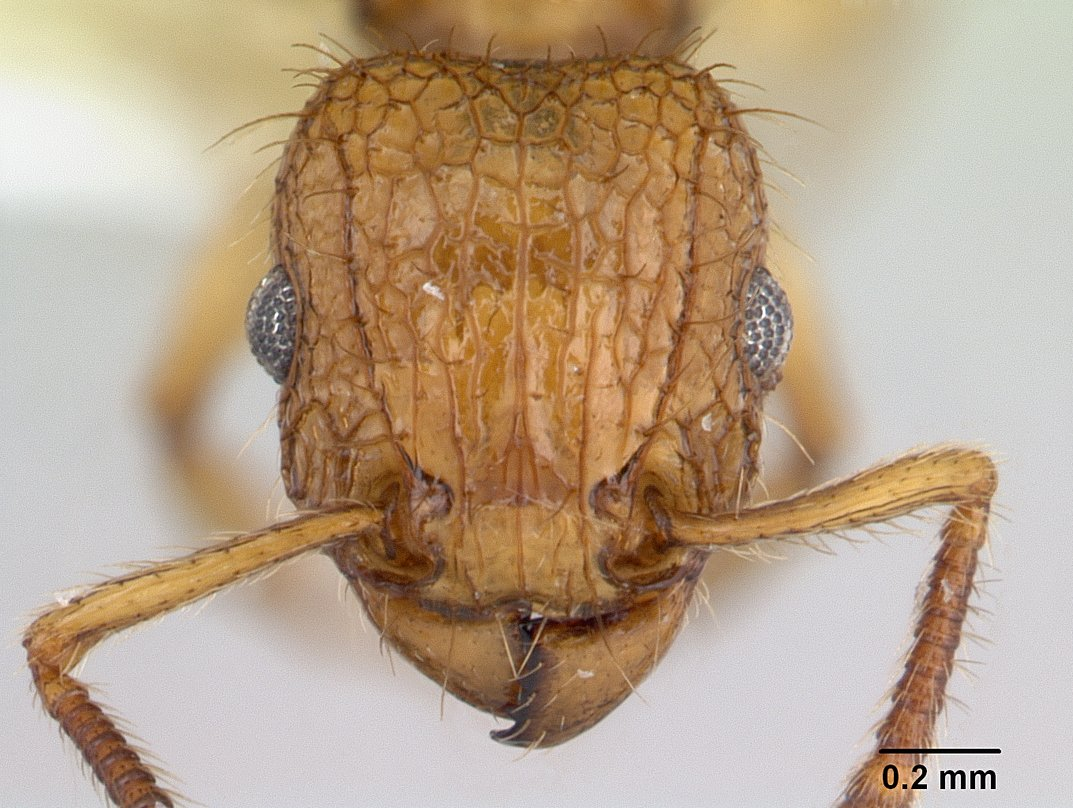
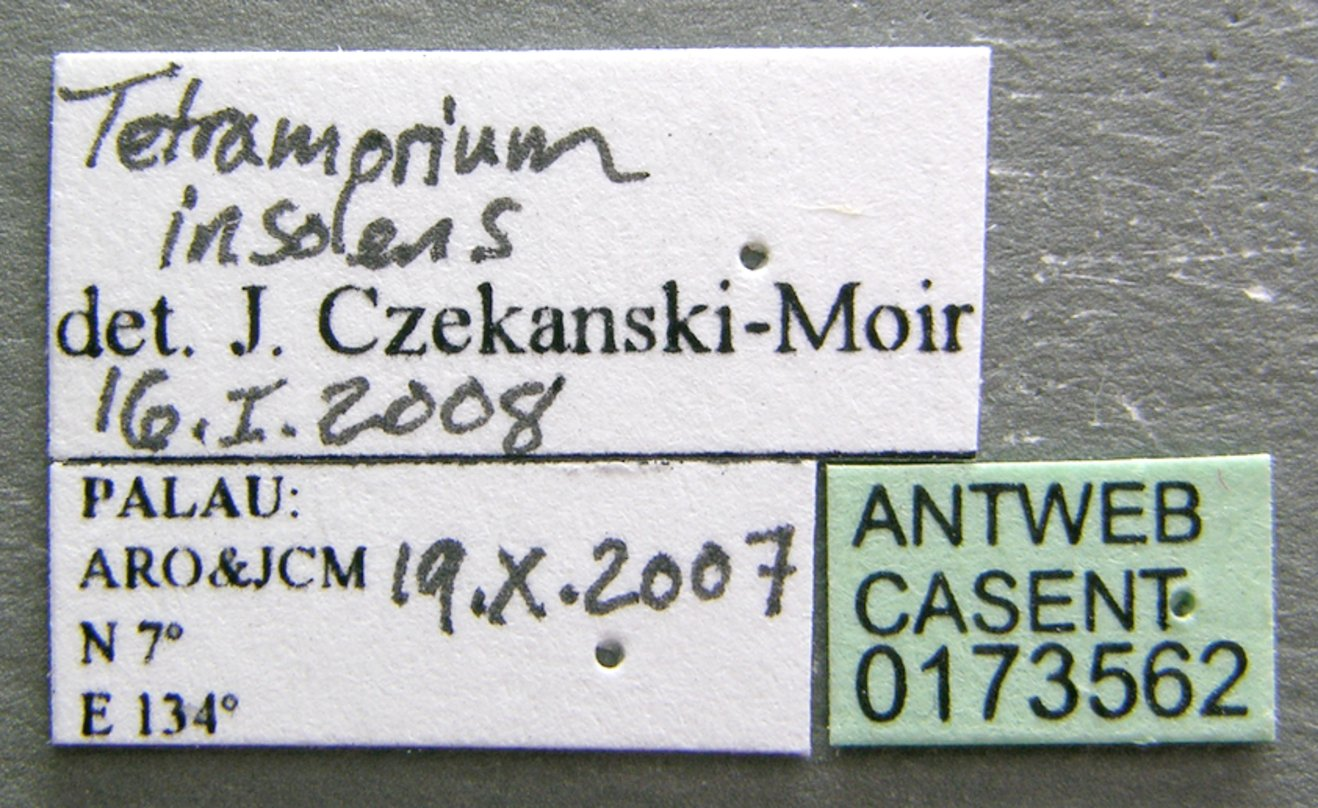